# 熊本市立西山中学校
熊本市立西山中学校（くまもとしりつ せいざんちゅうがっこう）は、熊本県熊本市中央区島崎一丁目にある公立中学校。
6・3制実施により1947年に設立された熊本市立中学校9校の1校。バラを愛したアンネ・フランクにちなんだ「アンネのバラ」園がある。

## 沿革
- 1947年（昭和22年） - 熊本市立西山中学校設立
- 2025年（令和7年）8月11日 - 集中豪雨により井芹川が氾濫。浸水する被害[1]。

## 委員会
- 学級委員会
- 生活委員会
- 保健委員会
- 体育委員会
- 緑化委員会
- 美化委員会
- 給食委員会
- 図書委員会
- 文化委員会
- 放送委員会

## クラブ活動

### 運動部
- 野球部
- サッカー部
- 水泳部
- 剣道部
- 柔道部
- 男子バスケットボール部
- 女子バスケットボール部
- 女子バレー部
- 男子ソフトテニス部
- 女子ソフトテニス部
- 男女バドミントン部
- 卓球部

なお陸上部は存在せず、市の大会などにはその年の在校生から陸上の成績が良い生徒が選抜される。

### 文化部
- 吹奏楽部　成績：第60回熊本県吹奏楽コンクール金賞受賞  第50回熊本県吹奏楽コンクール金賞受賞　第33回熊本県アンサンブルコンテスト管打混合八重奏金賞受賞
- 美術同好会

## 著名な卒業生
- 相木崇（元プロ野球選手）
- 伊勢大夢（プロ野球選手）
- 宇都宮健児（元日本弁護士連合会会長）
- 梅田公太（プロレスラー）
- 塩田義法（水球日本代表）
- 末廣五大（元プロ野球選手）
- 高田慶太（バスケットボール選手）
- 竹財輝之助(俳優)
- 古家蘭(俳優)

## 学校周辺
- 熊本市電　蔚山町電停
- 熊本都市バス 産交バス 「西山中学前」バス停